# Peter Dornier
Peter Dornier (* 31. Januar 1917 in Friedrichshafen; † 28. Januar 2002 in Lindau (Bodensee)) war ein deutscher Flugzeugkonstrukteur.

## Leben
Er war der zweite Sohn des Flugzeugkonstrukteurs Claude Dornier und trat 1944 nach seinem Studium an der Technischen Hochschule München als Flugzeugkonstrukteur in das Unternehmen Dornier-Werke des Vaters ein. Er war in der Folge maßgebend am Aufbau der deutschen Flugzeugindustrie beteiligt. So erfand und entwickelte er unter anderem das Propellerflugzeug Do 335 sowie das senkrecht startende Strahl-Transportflugzeug Do 31. Für die Do 335 wurde er 1944 mit dem Preis der Lilienthal-Gesellschaft für Luftfahrt ausgezeichnet.
Nach dem Zweiten Weltkrieg gründete er ein eigenes Ingenieurbüro, entwickelte ein Fertighaus in Stahlskelettbauweise. Ab 1950 widmete sich Peter Dornier dem Aufbau der Lindauer DORNIER GmbH und übernahm 1985 anlässlich der Mehrheitsbeteiligung der Daimler-Benz AG an der Dornier Unternehmensgruppe in einem Aktientausch sämtliche Anteile der Lindauer DORNIER GmbH, die er bis 1999 auch leitete.
1986 gründete er die gemeinnützige „Peter Dornier Stiftung“, die sich die Förderung von Wissenschaft und Technik zur Aufgabe macht. Er war Förderer und Ehrensenator der Universität Heidelberg.

## Auszeichnungen
- 1992: Allgäuer Ehrentaler des Heimatbundes Allgäu, als Stifter und Freund des Heimatbundes[3]